# Dalmatius (bisschop)
Dalmatius ( - Santiago de Compostella, 16 maart 1096) was bisschop van Santiago de Compostella van 1094 tot 1096.
Dalmatius was, net als zijn tijdgenoot paus Urbanus II vóór zijn benoeming tot bisschop een Cluniacenzer monnik. De Orde van Cluny komt rond deze tijd op het toppunt van haar macht, omdat zij de strategische lijnen tussen Rome en Santiago de Compostella in handen heeft.
Ten tijde van zijn benoeming was Dalmatius belast met de supervisie over de kloosters van de Orde van Cluny in Spanje. Zijn aanstelling als bisschop kwam tot stand door de invloed van Alfonso VI, graaf Raymond van Bourgondië en de Urraca van Castilië, die bij paus Urbanus II op zijn benoeming aandrongen. Ook de lagere geestelijkheid en de burgers van Santiago de Compostella, en van Hugo van Cluny oefenden invloed uit op de beslissing van de paus.
Tijdens de ambtsperiode van Dalmatius werd op het Concilie van Clermont-Ferrand besloten dat de bisschopszetel van Iria Flavia zou worden overgeplaatst naar Santiago de Compostella. Bovendien werd besloten dat het bisdom van Santiago direct onder het gezag van de paus in Rome zou vallen. Dit was een belangrijke beslissing omdat hierdoor de machtspositie van het bisdom van Santiago aanzienlijk werd verbeterd.
Dalmatius bezocht zelf het Concilie van Clermont-Ferrand, waarschijnlijk in gezelschap van de bisschoppen van Tui en Astorga. Hij stierf kort na terugkomst in Santiago de Compostella in 1096.